# Capo di feno
Capo di feno este o arie protejată (sit de importanță comunitară — SCI) din Franța întinsă pe o suprafață de 1.485 ha, integral pe uscat.

## Localizare
Centrul sitului Capo di feno este situat la coordonatele 41°58′00″N 8°37′00″E / 41.96667°N 8.61667°E.

## Înființare
Situl Capo di feno a fost declarat arie specială de conservare în baza directivei 92/43 din 1992 referitoare la conservarea habitatelor naturale și a faunei și florei sălbatice pentru a proteja 1 specie de plante și 2 specii de animale.

## Biodiversitate
Situată în ecoregiunea mediteraneană, aria protejată conține 12 habitate naturale: Păduri de Quercus ilex și Quercus rotundifolia, Tufărișuri termo-mediteraneene și de pre-deșert, Vegetație anuală la limita mareei, Dune mobile cu vegetație embrionară, Galerii și tufărișuri riverane sudice (Nerio-Tamaricetea și Securinegion tinctoriae), Pante stâncoase silicioase cu vegetație casmofită, Dune mobile de-a lungul țărmului cu Ammophila arenaria („dune albe”), Pseudostepă cu ierburi și specii anuale de Thero-Brachypodietea, Faleze cu vegetație de Limonium spp. endemic de pe coastele mediteraneene, Păduri de Olea și Ceratonia, Galerii de Salix alba și de Populus alba, Formațiuni scunde de Euphorbia în apropierea falezelor.
La baza desemnării sitului se află mai multe specii protejate:
- plante (1): Silene velutina
- nevertebrate (1): Papilio hospiton
- reptile (1): țestoasă bănățeană (Testudo hermanni)

Pe lângă speciile protejate, pe teritoriul sitului au mai fost identificate 21 de specii de plante, 1 specie de păsări, 1 specie de nevertebrate.